# ماسانوري تسوجي
ماسانوري تسوجي (باليابانية: 辻昌憲؛ بالكانا: つじ まさのり) هو دراج ياباني، ولد في 24 مارس 1946، وتوفي في 12 أغسطس 1985.

## وصلات خارجية
- ماسانوري تسوجي على موقع إحصائيات الدراجات الإحترافية (الإنجليزية)
- ماسانوري تسوجي على موقع أوليمبيديا (الإنجليزية)